# Маркушевец Туропољски
Маркушевец Туропољски је насељено место у саставу Града Велике Горице, у Туропољу, Хрватска.

## Становништво
На попису становништва 2011. године, Маркушевец Туропољски је имао 328 становника.

## Попис1991.
На попису становништва 1991. године, насељено место Маркушевец Туропољски је имало 216 становника, следећег националног састава:
| Попис 1991.‍ | Попис 1991.‍ | Попис 1991.‍ | Попис 1991.‍ | Попис 1991.‍ |
| ----------- | ----------- | ----------- | ----------- | ----------- |
|             |             |             |             |             |
| Хрвати      | Хрвати      |             | 216         | 100%        |
| укупно: 216 |             |             |             |             |